# Herring Hunt
Herring Hunt ist ein kanadischer Kurzfilm von Julian Biggs aus dem Jahr 1953.

## Handlung
In British Columbia beginnt im frühen Herbst mit dem Ende des Lachsfangs der Heringsfang. Heringe sind mit 28.000 Dollar pro Netz ein gutes Geschäft, doch hat die Regierung Fangquoten festgelegt, nach deren Erreichen niemand mehr Heringe fischen darf. Es gilt also, Erfolg zu haben, bevor die Quote erreicht ist.
Die Besatzung des Trawlers Western Girl hat bisher eher Pech gehabt, da Skipper Alex Ward im Gegensatz zu allen anderen nicht nach Süden gefahren ist. Vor allem der Neue Matt Johnson macht seinem Unmut Luft. Er ist es am Ende auch, der beim ersten großen möglichen Fang bei Ausbringen des Netzes alles falsch macht, sodass zahlreiches Equipment der Crew verloren geht. Er erhält jedoch vom Skipper eine zweite Chance. Beim zweiten großen Heringsschwarm auf dem Echolot darf er erneut das Netz ausbringen. Diesmal geht alles gut und die Crew macht einen so großen Fang, dass andere Boote zu Hilfe eilen müssen, um den Fisch – im Netz sind 900 Tonnen Heringe – an Land zu bringen.

## Produktion
Herring Hunt wurde vom National Film Board of Canada produziert. In der französischen Fassung trug der Film den Titel Les harenguiers. In den USA wurde der Film erstmals am 16. Oktober 1953 aufgeführt. Es war das Filmdebüt von Bruno Gerussi.

## Auszeichnungen
Herring Hunt wurde 1954 für einen Oscar in der Kategorie Bester Kurzfilm nominiert.